# Bárdudvarnok, Somogy
Bárdudvarnok  este un sat în districtul Kaposvár, județul Somogy, Ungaria, având o populație de 1.141 de locuitori (2011). 

## Demografie
Componența etnică a satului Bárdudvarnok
     Maghiari (92,06%)
     Romi (4,16%)
     Germani (2,08%)
     Necunoscut (1,23%)
     Români (0,47%)
     Alții (1,23%)
Componența confesională a satului Bárdudvarnok
     Romano-catolici (50,48%)
     Fără religie (13,32%)
     Reformați (12,53%)
     Atei (1,23%)
     Luterani (1,05%)
     Necunoscută (21,03%)
     Mozaici (0,35%)
Conform recensământului din 2011, satul Bárdudvarnok avea 1.141 de locuitori. Din punct de vedere etnic, majoritatea locuitorilor (92,06%) erau maghiari, existând și minorități de romi (4,16%) și germani (2,08%). Apartenența etnică nu este cunoscută în cazul a 1,23% din locuitori.  Din punct de vedere confesional, majoritatea locuitorilor (50,48%) erau romano-catolici, existând și minorități de persoane fără religie (13,32%), reformați (12,53%), atei (1,23%) și luterani (1,05%). Pentru 21,03% din locuitori nu este cunoscută apartenența confesională.